# Сервелат

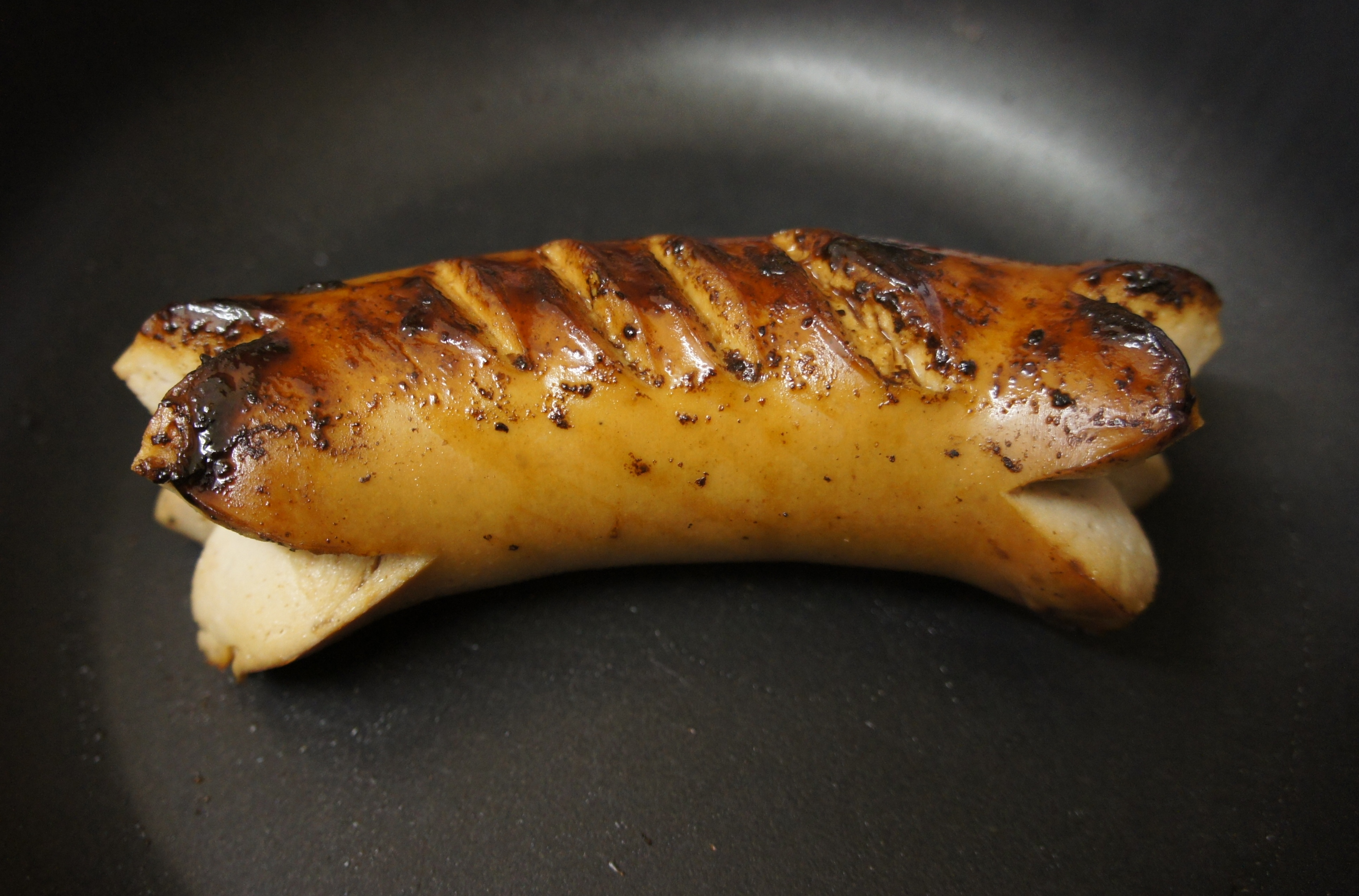
Підсмажений сервелат із розрізаними за швейцарською традицією кінцями

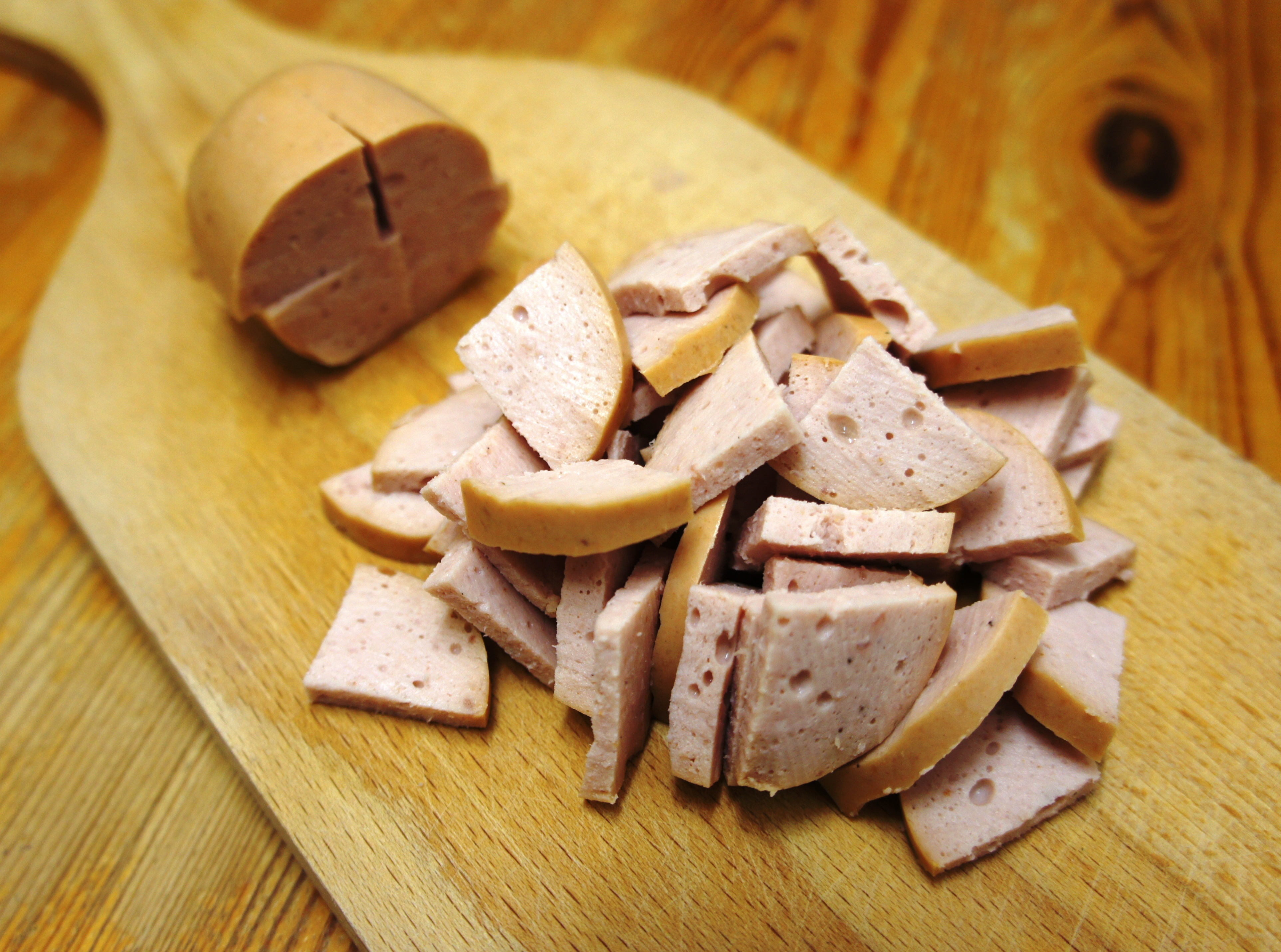
Порізаний сервелат для вурстсалату

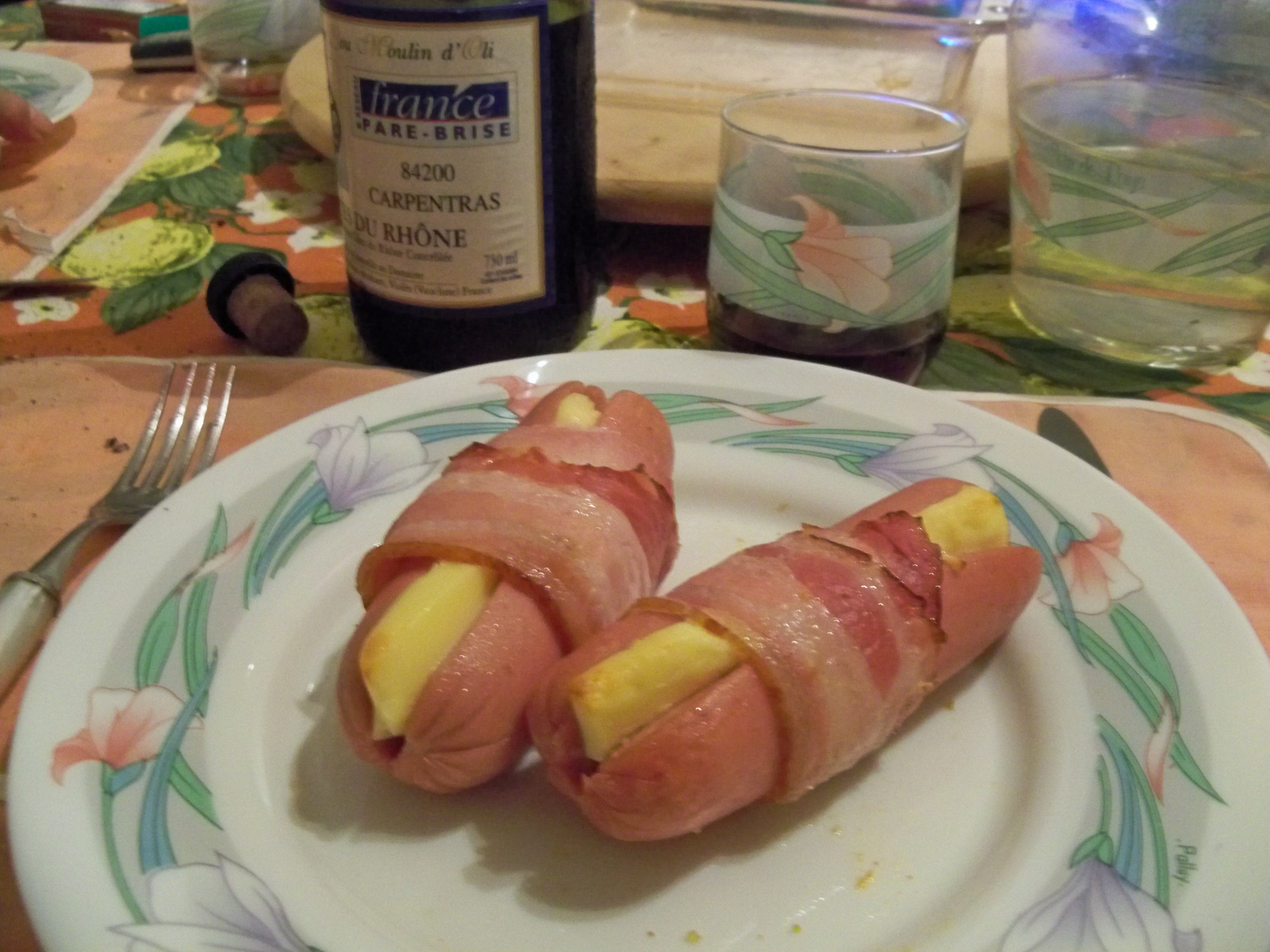
Сервелат à l'alsacienne зі сиром і беконом

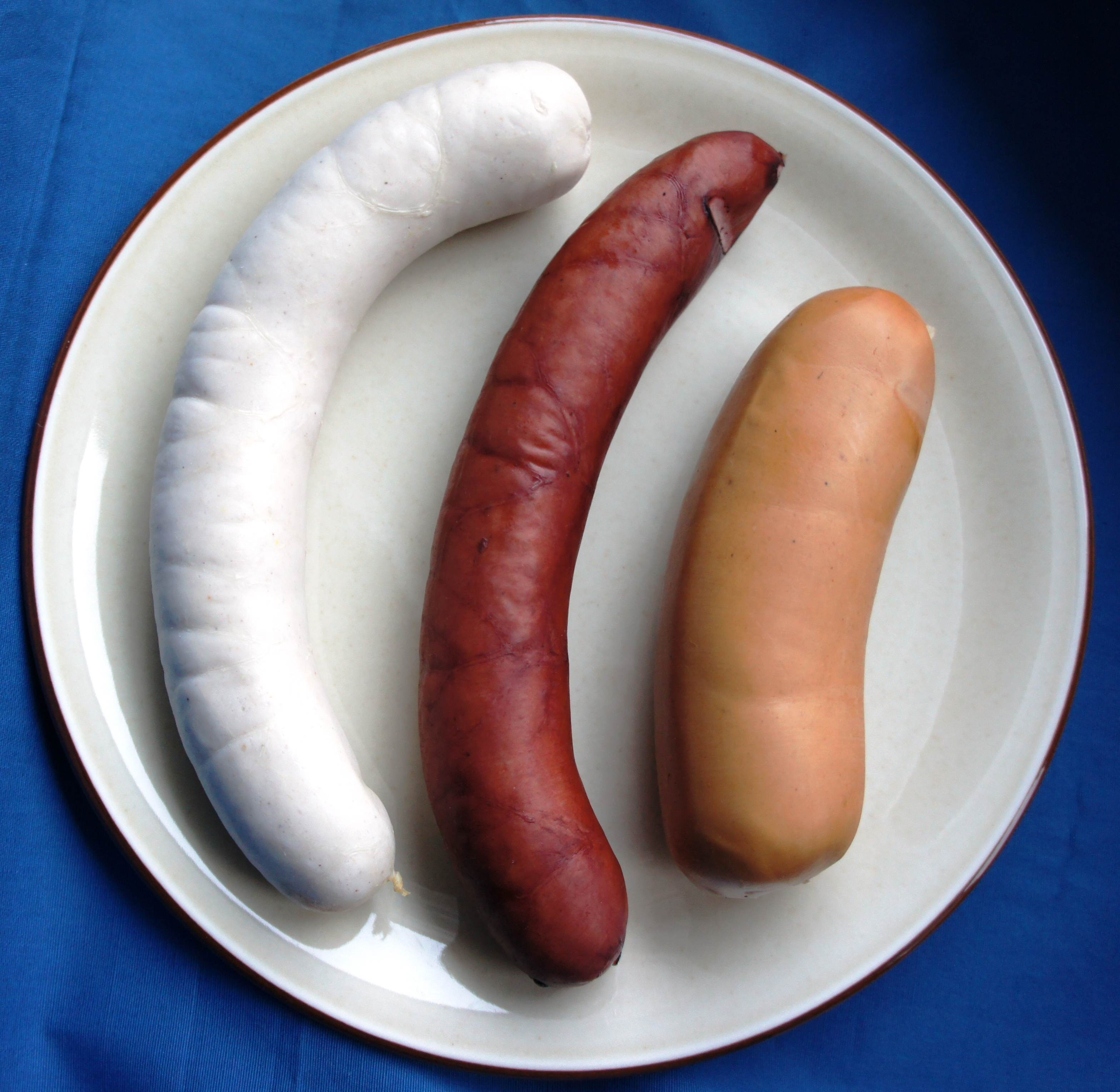
Санкт-Галленська братвурст (біла), шюблінг та сервелат — традиційні швейцарські ковбаски

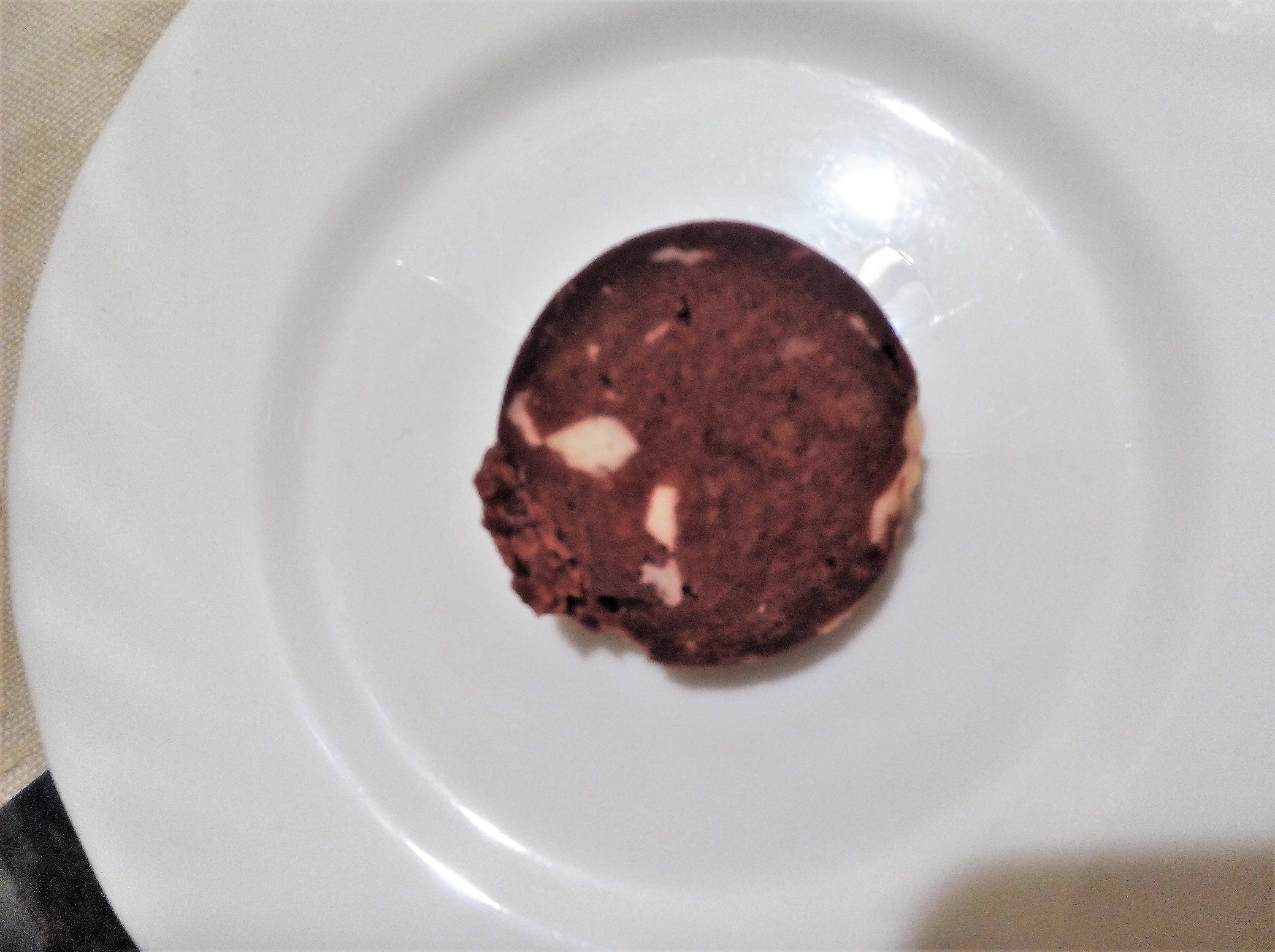
Вегетаріанський сервелат із сейтану (Харків)

Сервелат (нім. Cervelat) — сорт копченої сухої[джерело?] ковбаси з телятини, свинини, конини чи кролятини.[джерело?]

## Назва та історія
Назва страви запозичена із лексикону німецькомовної частини Швейцарії та походить від латинського cerebellum, що згодом стало в французькій мові cervelle, а в італійській — cervello, тобто мозок. Слово zervelada, подібне до вищезгаданих, вживали в Мілані в XVI ст., і воно означало ковбаса з м'ясом, приготовлена зі свинини та мозку. Цим століттям датують найдавніший рецепт приготування сервелату: його готували зі свинини, сала та сиру, а в фарш додавали екзотичні приправи — імбир, корицю, гвоздику, мускатний горіх. Сервалат не коптили, а обпарювали кип'ятком.

## Приготування
У Швейцарії сервелат легко коптять і варять та можуть подавати без будь-якої іншої подальшої обробки. Ковбаски є складовими салатів, їх подають із хлібом і гірчицею. Вони містять суміш яловичини, свинини, бекону та шкварок, та їх вважають національною ковбасою. Також додають харчовий лід. Швейцарський сучасний варіант сервелату пакують у кишки зебу, що імпортують із Бразилії. Також використовують сировину з Аргентини, Уругваю та Парагваю. Найкращі кишки діаметром 37-39 мм надають ковбаскам ідеальної вигнутої та круглої в розрізі форми та роблять шкірку в міру копченою та ідеально хрусткою. Проте часто виникають проблеми з імпортом сировини через загрозу коров'ячого сказу.
Щорічно у Швейцарії виготовляють 160 млн ковбасок загальною масою 27 тис. тон, що становить 25 штук на особу в країні. Одна ковбаска зазвичай 12 см завдовжки та важить 100–200 грам.

## Культурне значення
Швейцарський сервелат є «символом швейцарської національної свідомості» та внесений у список Кулінарних надбань країни.
Масово виготовляти сервелат у Швейцарії почали понад століття тому у Базелі. У 1890 році у місті навіть почалася так звана «Ковбасна війна» — м'ясники підняли ціни на свої продукти, що викликало обурення у мешканців і вони взагалі перестали купувати сервелат, тому ціни згодом знизили. З того часу це неодмінне частування на карнавалі Фастнахт, що є невід'ємною частиною фольклору.